# Judensand
Lo Judensand (anche: Antico cimitero ebraico di Magonza) è il più antico luogo di sepoltura conosciuto della comunità ebraica di "Magenza", la Magonza odierna. Assieme al Cimitero ebraico di Worms, è considerato il più antico cimitero ebraico d'Europa. Dal 27 luglio 2021 fa parte dei siti culturali ebraici dei cosiddetti Siti SchUM di Spira, Worms e Magonza inseriti nel patrimonio dell'umanità dell'UNESCO.

## Medioevo
L'acquisizione della proprietà non è documentata, ma secondo una tradizione consolidata, nel 1012, un certo Mar Samuel e sua moglie Rahel acquistarono una proprietà per la costruzione di un cimitero. La denominazione "Judensand" è con ogni probabilità legata alla struttura del suolo non adatto all'agricoltura, che era quindi economico da acquisire. Si trovava di fronte all'allora mura della città, di fronte alla Münstertor, in quello che oggi è il quartiere Hartenberg-Münchfeld su Mombacher Strasse.
La più antica menzione sopravvissuta di "Judensand" risale al 1286. Nel 1397 veniva menzionato come "Judenkirchhof". Le forme di base del design della tomba ashkenazita provengono da Magonza e sono diventate autorevoli per l'ebraismo dell'Europa centrale.
Dall'XI al XV secolo, gli ebrei di Magonza subirono diverse persecuzioni ed espulsioni, il che fece sì che il cimitero a volte non potesse più essere utilizzato. Le lapidi vennero spesso rimosse e utilizzate come materiale da costruzione. Tuttavia, gli ebrei tornarono sempre a "Magenza" e rivitalizzarono la comunità ebraica. Nel 1438, furono nuovamente espulsi dal consiglio cittadino sotto Albrecht II. Dopo di che la comunità ebraica non esistette più, ma il cimitero fu utilizzato per le sepolture degli ebrei provenienti da altri luoghi della zona.
La maggior parte dell'area cimiteriale, tuttavia, fu chiusa alla fine del XV secolo e adibita a un altro uso. Le lapidi furono usate come materiale da costruzione per strade, ponti ed edifici in tutta la città, e parte dei terreni del cimitero furono affittati come vigneto. Tuttavia, si conservarono tombe sotterranee e lapidi che erano già affondate. Il sottosuolo sabbioso, e probabilmente anche la distruzione sfrenata, fecero sì che alla fine del XVII secolo, non era rimasta alcuna lapide.

## Tempi moderni
Nel XVII secolo, una comunità ebraica si ristabilì lentamente a Magonza. Dal 1700 la parte restante del cimitero ebraico fu nuovamente utilizzata. Si tratta del cimitero inferiore situato oggi su Mombacher Strasse. Questa zona fu occupata fino al 1888. Si estende su una superficie di 1,85 ettari ed era circondata da una recinzione fino al 1813. In un inventario del 1937 vennero contate circa 1.500 lapidi del periodo 1700-1888 circa.
Nel 1862 la comunità ebraica riacquistò un appezzamento di terreno che si trovava anch'esso sull'originario sito medievale e doveva servire in futuro come area di espansione per il cimitero già quasi completo. Tuttavia, questo non accadde perché, alla fine del XIX secolo, fu allestito un nuovo cimitero ebraico nel cimitero centrale in Unteren Zahlbacher Strasse.
Lapidi medievali sono state ripetutamente rinvenute durante lavori di costruzione nell'area cittadina o durante scavi archeologici e lavori di costruzione negli altri terreni dell'ex cimitero. La più antica lapide sopravvissuta si trova nel Landesmuseum di Magonza, risale al 1049 ed è un ricordo di Jehuda ben Schneor.

## Cimitero commemorativo
Circa un centinaio delle lapidi storiche utilizzate come materiale da costruzione sono state trovate nel XIX e all'inizio del XX secolo, anche durante i lavori di costruzione per raddrizzare il corso del Reno.
Nel 1926, su iniziativa dei rabbini Sali Levi e Siegmund Salfeld, fu creato un cimitero commemorativo sul terreno acquistato per l'ampliamento e quindi anche sull'area del cimitero medievale. Poiché non si trattava di un cimitero conservato in situ, le lapidi non erano orientate verso est, come è consuetudine nei cimiteri ebraici. Le lapidi vennero disposte lungo un percorso didattico che aveva lo scopo di avvicinare i visitatori alla cultura tombale ebraica, che è cambiata nel corso dei secoli. C'erano circa 210 lapidi, ma alcune sono state abbattute a causa del cedimento del sito e dello scorrere del tempo, così che al 2017 si possono ancora vedere circa 170 lapidi. C'è anche una lapide commemorativa per Gershom ben Judah e la lapide di Jakob ben Jakar, uno dei maestri di Rashi. Sono ancora riconoscibili otto lapidi con iscrizioni dell'XI secolo e sono quindi tra i più antichi documenti, per così dire, lapidei conservati della comunità ebraica di Magonza.
Questo cimitero commemorativo è unico al mondo. Le sue lapidi non sono solo tra le più antiche d' Europa, ma contengono anche importanti informazioni sulla vita di questa prima comunità ebraica e testimoniano la sua ubicazione e le radici secolari in Germania.
Nell'agosto 2007 è stata demolita l'ex scuola agraria su un terreno adiacente al cimitero commemorativo. Era stata costruita nei primi anni 1950. Già allora furono ritrovate, documentate e lasciate in situ lapidi medievali durante i lavori di costruzione. Dopo la sua demolizione, nel 2007, su un'area di circa 9.000 metri quadrati dovevano essere costruite ville cittadine con una visuale libera. Dopo che le tombe furono ritrovate, la costruzione fu interrotta e le lastre esaminate da archeologi e inizialmente rappresentanti locali della comunità ebraica. Poiché i cimiteri ebraici, secondo Halacha, sono soggetti al riposo eterno e le tombe non possono essere cambiate nemmeno secoli dopo, la città di Magonza, la Comunità ebraica di Magonza e la Conferenza rabbinica ortodossa in Germania decisero che il progetto di costruzione sarebbe stato abbandonato e il terreno venne acquistato come parte del Vecchio cimitero ebraico.
Dal 2004, i politici locali e statali hanno cercato di includere il patrimonio culturale delle città ShUM nel patrimonio dell'umanità dell'UNESCO. Lo Judensand di Magonza è uno di questi siti culturali che nel 2021 è stato inserito nella lista.